# تحذير الصين الأخير
"التحذير الأخير للصين" (بالروسية: последнее китайское предупреждение) هي عبارة روسية ساخرة نشأت في الاتحاد السوفييتي وتشير إلى تحذير لا يحمل أي عواقب حقيقية. 

## تاريخ

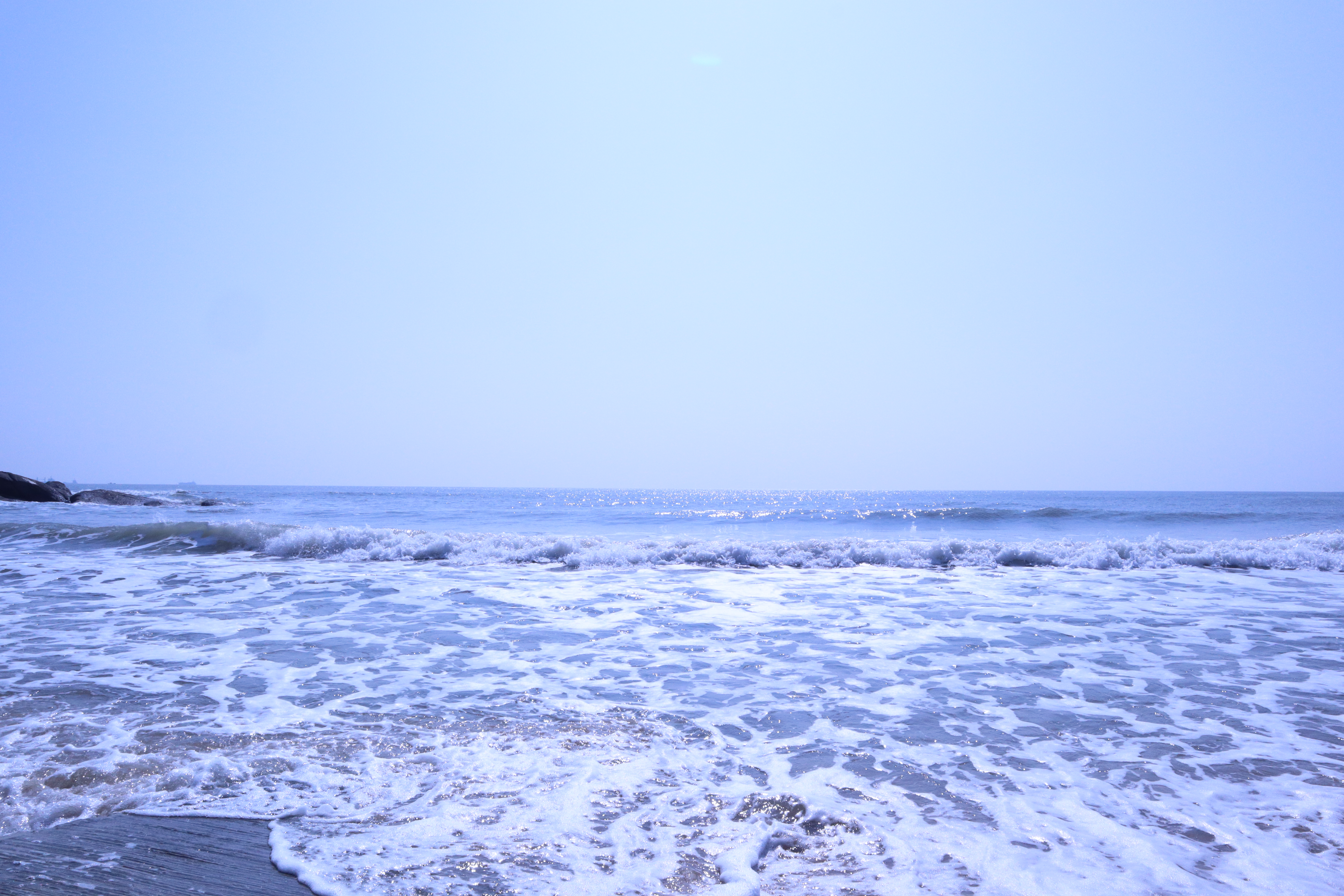
منظر من كينمن لمضيق تايوان ، مصدر المثل

كانت العلاقات بين جمهورية الصين الشعبية والولايات المتحدة خلال الخمسينيات والستينيات متوترة بسبب النزاعات حول الوضع السياسي لتايوان. كانت الطائرات المقاتلة العسكرية الأمريكية تقوم بدوريات منتظمة وتقوم بمناورات قتالية في مضيق تايوان، مما أدى إلى تقديم الحزب الشيوعي الصيني احتجاجات رسمية بشكل منتظم في شكل "تحذير نهائي".  أصدرت جمهورية الصين الشعبية "تحذيرها النهائي" الأول للولايات المتحدة في 7 سبتمبر 1958 أثناء أزمة مضيق تايوان الثانية.  وبحلول نهاية عام 1964، كان قد تم إصدار أكثر من 900 من هذه "التحذيرات النهائية".  ومع ذلك، لم يتم فرض أي عواقب حقيقية لتجاهل "التحذيرات النهائية". 
وقد تم بث هذه الاحتجاجات بشكل متكرر على الراديو السوفييتي، مما أدى إلى الوعي العام بـ "التحذيرات النهائية" بين عامة الناس السوفييت والاستخدام الشائع لمصطلح "التحذير النهائي للصين" داخل الأسر السوفييتية للإشارة إلى التهديدات الفارغة.  كان المواطنون غالبًا ما يضيفون أرقامًا إلى العبارة لإضفاء المزيد من التأثير الفكاهي، مثل "التحذير الصيني النهائي رقم 231" و"التحذير الصيني النهائي رقم 850". 

## الاستخدام الحديث لهذه العبارة
بعد انهيار الاتحاد السوفييتي، ظل المثل عبارة مجازية شائعة في بلدان ما بعد الاتحاد السوفييتي. كما يُستخدم هذا المصطلح على نطاق واسع في إستونيا. 
انتشر المصطلح في وسائل التواصل الاجتماعي باللغة الإنجليزية خلال الفترة التي سبقت زيارة نانسي بيلوسي إلى تايوان عام 2022 للإشارة إلى تهديدات الصين التي قيل إنها قوية ظاهريًا، لكنها ضعيفة في الواقع. 